# British Best All-Rounder
British Best Allrounder (BBAR) ist ein jährlicher Wettbewerb in Großbritannien, der von dem Verband Cycling Time Trials (CTT) veranstaltet wird. Dabei wird bei mehreren Einzelzeitfahren die Durchschnittsgeschwindigkeit der Fahrer ermittelt und bewertet.

## Charakter des Wettbewerbs
Der Wettbewerb British Best All-Rounder erstellt eine Rangtabelle der Radsportler anhand der durchschnittlichen Geschwindigkeiten, die sie bei Einzelzeitfahren erreichen. Für Männer gehen die Rennen über 50 und 100 Meilen sowie über zwölf Stunden, für Frauen (seit 1948) über 25, 50 und Meilen. Es gibt ähnliche Wettbewerbe für unter 18-Jährige sowie für Dreierteams. Die Rennen werden zwischen April und September ausgetragen.
Männer, die schneller als 22 Meilen (35 Kilometer) fahren, erhalten eine Auszeichnung, Frauen, wenn sie schneller als 20 Meilen (32,25 Kilometer) pro Stunde unterwegs waren. Bei Junioren und Juniorinnen werden Geschwindigkeiten schneller als 23 Meilen (37 Kilometer) beziehungsweise 21 Meilen (33,9 Kilometer) prämiert. Wettbewerbe, die dem BBAR ähneln, werden auch auf lokaler Ebene oder in der Mastersklasse ausgetragen.

## Geschichte
Der BBAR wurde am 4. April 1930 erstmals von der Zeitschrift Cycling ausgeschrieben. Der Preis war mit £ 26 und einem Wanderpreis für das Gewinnerteam dotiert.
Zeitfahren waren die Grundsteine des britischen Radsports, seitdem der damalige britische Radsportverband National Cyclists’ Union (NCU) 1888 Straßenrennen untersagt hatte. Grund waren die Vorbehalte der Polizei, von denen die NCU befürchtete, sie würde Radsportler von Radrennen auf öffentlichen Straßen künftig abhalten. Die NCU förderte Bahnrennen, aber die Radrennbahnen waren oftmals zu weit entfernt. So begannen örtliche Vereine, Zeitfahren zu veranstalten. Durch diese Entwicklung wurde das Zeitfahren auf der Straße eine Disziplin, die sich in Großbritannien bis heute besonderer Popularität erfreut.
Für britische Radsportler galten Zeitfahren als echteste Form des Wettbewerbs, ohne die Taktik von Massenstartrennen. Aber es gab keine verlässliche Methode herauszufinden, wer der beste Allrounder über alle Strecken während der ganzen Saison war, weil die Fahrer nicht an allen Rennen teilnehmen konnten. Der BBAR löste dieses Problem, da dieser Wettbewerb es zuließ, dass Fahrer gegen die Uhr fahren konnten, wo sie wollten, und ihre Fahrten dann registrieren lassen konnten. Der Radsporthistoriker Bernard Thompson: „It was probably the best thing that has ever happened to British time-trial sport, even to this day.“ (Deutsch: „Es war wahrscheinlich das Beste, was dem britischen Einzelzeitfahrsport passieren konnte, selbst bis heute.“)
Von 1939 bis 1943 wurde der Wettbewerb nicht ausgetragen. Ab 1944 wurde er nicht mehr von Cycling durchgeführt, sondern von einem Zeitfahrverband, dem Road Time Trials Council (RTTC), heute Cycling Time Trials. Damals war der britische Radsport von Konflikten geprägt. Die NCU, die ja Straßenrennen verboten hatte, wurde von einem neuen Verband bedrängt, der British League of Racing Cyclists (BLRC). Cycling und der RTTC machen zunächst Stimmung gegen diesen neuen Verband, da sie überzeugt waren, dass Massenstartrennen dem Radsport insgesamt schaden würde. Der Chefredakteur von Cycling, Harry England, war jedoch derartig erbost darüber, dass der RTTC den Wettbewerb übernommen hatte, dass er die Seiten wechselte und fortan den BLRC journalistisch unterstützte.
In den 1960er Jahren hatte der Wettbewerb eine derartig große Bedeutung, dass die jährliche Preisverleihung im Rahmen eines Konzertes in der Royal Albert Hall in London durchgeführt wurde.

## Der erste Sieger
Erster Sieger des BBAR war der Süd-Londoner Frank Southall, der für den Norwood Paragon Club startete. Er erreichte einen Durchschnitt von 21,141 Meilen pro Stunde (=34,023 Kilometer)e und gewann auch in den folgenden drei Jahren. Nach seinem vierten Sieg in Folge 1933 verfolgten 7000 Menschen, wie er in der Royal Albert Hall geehrt wurde und sich in das Golden Book of Cycling eintrug.

## Siegerliste
Der Männerwettbewerb wurde elfmal von Kevin Dawson gewonnen und neunmal von Ian Cammish. Viele Jahre lang wurde der Frauenwettbewerb von Beryl Burton dominiert, die zwischen 1959 und 1983 25-mal die weibliche British Best All-Rounder war und zudem in einigen Jahren bessere Leistungen als die Männer erreichte. Julia Shaw gewann die Auszeichnung viermal und June Pitchford dreimal.
| Jahr | Sieger (Männer)    | Meilen pro Stunde | Siegerin (Frauen) | Meilen pro Stunde |
| ---- | ------------------ | ----------------- | ----------------- | ----------------- |
| 2022 | Marcel Schubert    | 27,896            | Kate Allan        | 28,466            |
| 2021 | Tom Hutchinson     | 29,197            | Joanna Patterson  | 27,541            |
| 2020 | Adam Wild          | 28,941            | Alex Clay         | 26,470            |
| 2019 | Jonathan Shubert   | 28,414            | Vicky Gill        | 28,032            |
| 2018 | Kieron Davies      | 28,941            | Alice Lethbridge  | 28,360            |
| 2017 | Adam Duggleby      | 29,356            | Alice Lethbridge  | 28,220            |
| 2016 | Richard Bideau     | 28,867            | Hayley Simmonds   | 28,705            |
| 2015 | Adam Topham        | 28,7774           | Hayley Simmonds   | 27,145            |
| 2014 | Adam Topham        | 27,322            | Lynsey Curran     | 25,571            |
| 2013 | Adam Topham        | 27,322            | Paula Moseley     | 25,969            |
| 2012 | Adam Topham        | 27,860            | Paula Moseley     | 25,668            |
| 2011 | Jeff Jones         | 28,023            | Jane Kilmartin    | 26,214            |
| 2010 | Julian Jenkinson   | 27,202            | Julia Shaw        | 27,415            |
| 2009 | Nik Bowdler        | 27,206            | Julia Shaw        | 27,451            |
| 2008 | Nik Bowdler        | 27,329            | Lynn Hamel        | 26,193            |
| 2007 | Kevin Dawson       | 27,283            | Julia Shaw        | 25,562            |
| 2006 | Kevin Dawson       | 27,454            | Julia Shaw        | 26,005            |
| 2005 | Michael Hutchinson | 27,203            | Ruth Eyles        | 25,228            |
| 2004 | Kevin Dawson       | 27,541            | Carol Gandy       | 24,806            |
| 2003 | Kevin Dawson       | 28,26             | Ruth Dorrington   | 25,421            |
| 2002 | Kevin Dawson       | 27,793            | Karen Steele      | 25,364            |
| 2001 | Kevin Dawson       | 27,631            | Karen Steele      | 25,29             |
| 2000 | Michael Hutchinson | 27,558            | L Milne           | 25,946            |
| 1999 | Kevin Dawson       | 27,15             | Jill Reames       | 26,072            |
| 1998 | Kevin Dawson       | 27,33             | Maxine Johnson    | 25,417            |
| 1997 | Kevin Dawson       | 27,92             | Jill Reames       | 27,025            |
| 1996 | Andy Wilkinson     | 28,236            | J Derham          | 26,697            |
| 1995 | Gethin Butler      | 27,148            | A Plant           | 25,169            |
| 1994 | Gethin Butler      | 26,874            | Yvonne McGregor   | 26,094            |
| 1993 | Kevin Dawson       | 27,062            | L Lamont          | 25,684            |
| 1992 | Kevin Dawson       | 26,777            | S Wright          | 25,612            |
| 1991 | Glenn Longland     | 26,94             | A Jones           | 25,766            |
| 1990 | Gary Dighton       | 26,216            | E Ward            | 25,268            |
| 1989 | Ian Cammish        | 26,412            | S Wright          | 25,259            |
| 1988 | Ian Cammish        | 26,369            | M Allen           | 25,298            |
| 1987 | Ian Cammish        | 26,094            | M Allen           | 25,687            |
| 1986 | Glen Longland      | 26,771            | June Pitchford    | 24,962            |
| 1985 | Ian Cammish        | 26,234            | June Pitchford    | 25,321            |
| 1984 | Ian Cammish        | 26,013            | June Pitchford    | 25,463            |
| 1983 | Ian Cammish        | 27,355            | Beryl Burton      | 25,118            |
| 1982 | Ian Cammish        | 26,000            | Beryl Burton      | 25,206            |
| 1981 | Ian Cammish        | 26,341            | Beryl Burton      | 25,219            |
| 1980 | Ian Cammish        | 26,174            | Beryl Burton      | 25,733            |
| 1979 | Phil Griffiths     | 26,149            | Beryl Burton      | 25,228            |
| 1978 | John Woodburn      | 26,067            | Beryl Burton      | 25,565            |
| 1977 | Paul Carbutt       | 25,566            | Beryl Burton      | 25,069            |
| 1976 | Phil Griffiths     | 25,97             | Beryl Burton      | 26,665            |
| 1975 | Phil Griffiths     | 25,418            | Beryl Burton      | 26,047            |
| 1974 | Phil Griffiths     | 25,093            | Beryl Burton      | 25,302            |
| 1973 | Ray Lewis          | 25,022            | Beryl Burton      | 26,267            |
| 1972 | Bob Porter         | 24,914            | Beryl Burton      | 26,112            |
| 1971 | Phil Griffiths     | 25,109            | Beryl Burton      | 25,463            |
| 1970 | John Watson        | 25,958            | Beryl Burton      | 25,729            |
| 1969 | Antony Taylor      | 25,67             | Beryl Burton      | 25,849            |
| 1968 | Martyn Roach       | 25,428            | Beryl Burton      | 25,942            |
| 1967 | Mike McNamara      | 24,593            | Beryl Burton      | 25,696            |
| 1966 | Arthur Metcalfe    | 24.797            | Beryl Burton      | 24.812            |
| 1965 | Keith Stacey       | 24,309            | Beryl Burton      | 25,439            |
| 1964 | Peter Hill         | 24,645            | Beryl Burton      | 24,716            |
| 1963 | Peter Hill         | 24,041            | Beryl Burton      | 24,138            |
| 1962 | Frank Colden       | 24,652            | Beryl Burton      | 24,036            |
| 1961 | Brian Kirby        | 24,04             | Beryl Burton      | 23,656            |
| 1960 | Brian Wiltcher     | 24,526            | Beryl Burton      | 23,714            |
| 1959 | Brian Wiltcher     | 24,045            | Beryl Burton      | 23,724            |
| 1958 | Owen Blower        | 24,363            | M Robinson        | 23,193            |
| 1957 | Ray Booty          | 24,126            | Ireen Miles       | 22,849            |
| 1956 | Ray Booty          | 24,126            | Ireen Miles       | 22,761            |
| 1955 | Ray Booty          | 23,956            | F Dawson          | 22,632            |
| 1954 | Vic Gibbons        | 23,811            | F Dawson          | 22,399            |
| 1953 | Vic Gibbons        | 23,578            | J Harris          | 22,436            |
| 1952 | Ken Joy            | 23,83             | C Brown           | 22,289            |
| 1951 | Ken Joy            | 23,414            | E Horton          | 22,38             |
| 1950 | Ken Joy            | 23,33             | Eileen Sheridan   | 22,134            |
| 1949 | Ken Joy            | 22,808            | Eileen Sheridan   | 21,827            |
| 1948 | Pete Beardsmore    | 22,584            | Susie Rimmington  | 21,756            |
| 1947 | Albert Derbyshire  | 22,744            |                   |                   |
| 1946 | Albert Derbyshire  | 22,843            |                   |                   |
| 1945 | Jock Allison       | 22,479            |                   |                   |
| 1944 | Albert Derbyshire  | 23.,549           |                   |                   |
| 1938 | Harry Earnshaw     | 22,627            |                   |                   |
| 1937 | Cyril Heppleston   | 22,348            |                   |                   |
| 1936 | Charles Holland    |                   |                   |                   |
| 1935 | Stanley W. Miles   | 21,809            |                   |                   |
| 1934 | Ernest J. Capell   | 21,622            |                   |                   |
| 1933 | Frank Southall     |                   |                   |                   |
| 1932 | Frank Southall     |                   |                   |                   |
| 1931 | Frank Southall     |                   |                   |                   |
| 1930 | Frank Southall     | 21,141            |                   |                   |